# Franck Leroy
Pour les articles homonymes, voir Leroy.
Franck Leroy, né le 12 janvier 1963 à Boulogne-sur-Mer, est un avocat et homme politique français.
Il est maire d'Épernay (Marne) de 2000 à 2023, président d'Épernay Agglo Champagne depuis 2017 et président du conseil régional du Grand Est depuis 2023. Il préside également le conseil d'administration de l'AFIT France depuis 2024.

## Biographie

### Vie privée
Franck Leroy est originaire de Boulogne-sur-Mer dans le Pas-de-Calais. Il s'installe en Champagne à la fin des années 1980.

### Formation
Franck Leroy est titulaire d’une maîtrise de droit, qu’il obtient à l’université de Lille II en 1984, et d'un DESS en administration publique et droit public interne obtenu en 1985 à l'université de Paris I.
Il intègre ensuite l’Institut d'études politiques de Paris (promotion 1987), dans la section politique économique et sociale, option « information et communication ».

### Carrière professionnelle
En 1983, il entame sa carrière professionnelle en tant qu’assistant parlementaire du sénateur du Pas-de-Calais Henri Elby.
Il occupe par la suite un poste de chargé de mission auprès du directeur général des services de la région Champagne-Ardenne, où il est responsable du contentieux administratif et du service des assemblées jusqu'en 1990.
En 1990, Franck Leroy suit Bernard Stasi à la mairie d'Épernay et devient son directeur de cabinet. De 1996 à 2000, il est directeur de cabinet de François Baroin, maire de Troyes.
De 2005 à 2007, il est juriste dans un cabinet d'avocats. Le 8 janvier 2008, il prête serment comme avocat au barreau de Châlons-en-Champagne devant la cour d'appel de Reims.

### Parcours politique

#### Débuts
Sa carrière politique débute auprès de Bernard Stasi, alors maire d’Épernay, dont il est directeur de cabinet pendant cinq ans puis adjoint à l'urbanisme et aux finances de 1995 à 2000.

#### Maire d'Épernay
Soutenu par ce dernier, il prend sa succession à la mairie d’Epernay le 9 mai 2000. Il est réélu à quatre reprises, après les élections municipales de 2001, 2008, 2014 et 2020.
Lors des élections législatives de 2012, Franck Leroy se présente dans la 3e circonscription de la Marne face au député UMP sortant Philippe Martin, à qui il reproche de ne pas assez défendre les intérêts de la circonscription. Son suppléant est un conseil municipal MoDem de Mareuil-sur-Ay. Candidat sous l'étiquette divers droite, il termine en quatrième position au niveau de la circonscription avec 10,8 % des voix et se classe deuxième dans sa ville d'Épernay (23,2 %).
Il est élu en parallèle, le 17 avril 2014, président de la communauté de communes Épernay Pays de Champagne (CCEPC), dont il était vice-président depuis 1995. Il demeure président de l’intercommunalité devenue Épernay Agglo Champagne le 1er janvier 2017, et est réélu à la suite des élections municipales, lors du Conseil d'installation du 9 juillet 2020.
Après les élections municipales de 2014, il rejoint le comité directeur de l'Association des maires de France présidée par François Baroin.
Il est également président de l’Association du Pays d’Épernay – Terres de Champagne, ainsi que de l’Association pour le développement de l’espace métropolitain G10, depuis leurs créations respectives en novembre 2001 et janvier 2010.
Le 2 décembre 2017, il est élu président de l'Association des maires et présidents d'intercommunalités de la Marne. Il est réélu le 26 septembre 2020.

#### Conseil régional du Grand Est
Le 4 janvier 2016, à la suite des élections régionales, il rejoint le Conseil de la région Grand Est et devient 15e vice-président chargé de la Solidarité Territoriale, de la Qualité de vie et de la Transition énergétique. Il est désigné 13e vice-président chargé de la Cohésion territoriale, de la Contractualisation et de l’Équilibre des territoires le 20 octobre 2017.
En juin 2021, la liste conduite par Jean Rottner (Les Républicains) est réélue lors des élections régionales avec 40,3 % des suffrages devant le Rassemblement national (26,3 %), la gauche (21,2 %) et La République en marche (12,2 %). Le 2 juillet 2021, Franck Leroy est désigné 1er vice-président du Conseil régional du Grand Est chargé de l'Environnement, de la Transition écologique et du SRADDET.
Il vote Emmanuel Macron aux élections présidentielles de 2017 et 2022. En janvier 2022, il rejoint le parti Horizons.
Le 20 décembre 2022, le président du Conseil régional Jean Rottner annonce sa démission et son souhait de quitter la vie politique. Le lendemain, la majorité de droite au Conseil régional (« Les Républicains, Centristes et Indépendants ») désigne Franck Leroy comme candidat pour remplacer Jean Rottner,. En tant que vice-président du Conseil régional, il assure la présidence de la région Grand Est par intérim à compter du 30 décembre, dans l'attente de l'élection d'un nouveau président,.
Le 13 janvier 2023, il est élu président du conseil régional du Grand Est. Il annonce à cette occasion ne pas renouveler son adhésion au parti Horizons pour l'année 2023. Sa majorité est constituée de LR et Centristes.

#### AFIT France
Après la proposition de nomination du président de la République le 3 novembre 2023, il est confirmé au poste de président du conseil d'administration de l'Agence de financement des infrastructures de transport de France (AFIT France) le 28 février 2024.

## Détail des mandats

### Mandats en cours
- Depuis le 1er janvier 2017 : président de la communauté d'agglomération Épernay, Coteaux et Plaine de Champagne.
- Depuis le 13 janvier 2023 : président du conseil régional du Grand Est
- Depuis le 23 janvier 2023 : conseiller municipal d'Épernay

### Anciens mandats
- 2021-2023 : 1er vice-président de la Région Grand Est chargé de l'Environnement, de la Transition écologique, et du SRADDET.
- 2017-2021 : 13e vice-président de la région Grand Est, chargé de la Cohésion territoriale, de la Contractualisation et de l’Équilibre des territoires.
- 2016-2017 : 15e vice-président de la région Grand Est, chargé de la Solidarité territoriale, de la Qualité de vie et la Transition énergétique.
- 2014-2016 : président de la communauté de communes Épernay Pays de Champagne.
- 2001-2017 : président du Pays d’Épernay - Terres de Champagne.
- Du 9 mai 2000 au 13 janvier 2023 : maire d'Epernay.
- 1995-2014 : vice-président de la communauté de communes Épernay Pays de Champagne.
- 1995-2000 : adjoint au maire d’Épernay, chargé de l’Urbanisme et des Finances.

### Autres fonctions
- Depuis le 2 décembre 2017 : Président de l'Association des maires et présidents d'intercommunalités de la Marne.

### Décorations
- Chevalier de la Légion d'honneur 1er janvier 2021[28],[29].

## Rapports et publications
Franck Leroy a participé à l’élaboration et à la rédaction des rapports suivants :
- Pour une valorisation du tourisme français en Europe - Rapport remis au Ministre de l’Equipement des Transports et du Tourisme le 2 février 1995
- Les entreprises publiques et l’aménagement du territoire